# As Aventuras da Blitz 1
As Aventuras da Blitz é o álbum de estreia da banda brasileira Blitz lançado em 1982. O álbum vendeu mais de 100 mil copias.
O primeiro single do álbum, "Você Não Soube Me Amar", foi incluído na trilha sonora da novela Sol de Verão, da Rede Globo, alcançou um sucesso estrondoso e vendeu mais de 700 mil cópias no Brasil. Em 1994 a música "Mais Uma de Amor (Geme Geme)" foi tema da novela A Viagem, também da Rede Globo. Outras faixas que tiveram algum destaque foram "O Beijo da Mulher Aranha" e "Volta ao Mundo". 
As duas últimas canções foram proibidas pela censura. A gravadora inutilizou as duas faixas, no disco de vinil, riscando-as manualmente, estando disponível apenas na versão em CD.
A capa, assinada por Gringo Cardia e Luiz Stein, tem a intenção de ser o mais parecida possível com um desenho sem que os membros fiquem descaracterizados. As roupas usadas por eles foram recortadas e coladas à mão em cima de seus corpos. As diversas figurinhas da contracapa são recortes de anúncios de publicações antigas. O nome da banda aparece em uma fonte inspirada por aquela usada nas capas dos gibis dos X-Men; o próprio título do disco é uma referência adicional a histórias em quadrinhos.

## Faixas
| Lado A |                                     |                                                        |         |  |
| N.º    | Título                              | Compositor(es)                                         | Duração |  |
| 1.     | "Blitz Cabeluda"                    | Antônio Pedro Fortuna/Evandro Mesquita/Ricardo Barreto | 1:11    |  |
| 2.     | "Vai, Vai Love"                     | Evandro Mesquita/Ricardo Barreto                       | 3:07    |  |
| 3.     | "De Manhã (Aventuras Submarinas)"   | Evandro Mesquita                                       | 3:37    |  |
| 4.     | "Vítima do Amor"                    | Evandro Mesquita                                       | 2:39    |  |
| 5.     | "O Romance da Universitária Otária" | Evandro Mesquita                                       | 2:10    |  |
| 6.     | "O Beijo da Mulher Aranha"          | Evandro Mesquita/Ricardo Barreto                       | 3:04    |  |
| 7.     | "Totalmente em Prantos"             | Evandro Mesquita/Ricardo Barreto                       | 2:13    |  |

| Lado B         |                                      |                                                        |         |  |
| N.º            | Título                               | Compositor(es)                                         | Duração |  |
| 8.             | "Eu Só Ando a Mil"                   | Antônio Pedro Fortuna/Evandro Mesquita                 | 3:00    |  |
| 9.             | "Mais Uma de Amor (Geme Geme)"       | Antônio Pedro Fortuna/Bernardo Vilhena/Ricardo Barreto | 3:54    |  |
| 10.            | "Volta ao Mundo"                     | Evandro Mesquita/Patrícia Travassos/Chacal             | 2:37    |  |
| 11.            | "Você Não Soube Me Amar"             | Evandro Mesquita/Ricardo Barreto/Guto/Zeca Mendigo     | 3:43    |  |
| 12.            | "Ela Quer Morar Comigo na Lua"       | Evandro Mesquita                                       | 2:36    |  |
| 13.            | "Cruel Cruel Esquizofrenético Blues" | Evandro Mesquita/Ricardo Barreto                       | 3:38    |  |
| Duração total: | Duração total:                       | Duração total:                                         | 37:34   |  |

## Formação
- Evandro Mesquita – voz, gaita e violão
- Ricardo Barreto – guitarra, violão e backing vocal
- Antônio Pedro Fortuna – baixo, gongo e backing vocal
- Billy Forghieri – teclados, marimba e backing vocal
- Lobão – bateria
- Fernanda Abreu – backing vocal
- Márcia Bulcão – backing vocal